# Паулу Коелю
Паулу Коелю (на португалски: Paulo Coelho) е известен бразилски писател.

## Биография
Роден е на 24 август 1947 г. в Рио де Жанейро в семейството на Алисия Коелю, ревностна католичка, и Педру Коелю, изтъкнат инженер. Посещава местно училище, където развива любов към поезията и писането. Родителите му не одобряват влеченията на сина си и той постепенно се отдалечава от тях, развивайки бунтарски дух. Родителите му възприемат погрешно непостоянното поведение на сина си и на три пъти го изпращат в клиника за душевно болни, където той претърпява различни терапии, включително електрошокова.
Посещава училище по право в Рио де Жанейро, но го напуска през 1970 г. Започва да се движи в средите на хипита и свободомислещи хора и пише статии, проповядващи свобода. През 1972 г. се захваща с писане на текстове на песни, които му носят добри печалби. През 1974 г. е арестуван за кратко заради поезията си, в която бразилската диктатура вижда заплаха. След тези неприятни преживявания Паулу Коелю започва работа в звукозаписна компания и няколко години по-късно заема поста художествен директор в CBS, но през 1978 г. изненадващо е уволнен.
Година след това се среща със старата си позната Кристина, за която по-късно се оженва, и двамата започват да пътешестват из Европа. Там той се връща към католическата вяра и през 1986 г. Коелю извървява Пътя на Сантяго, старинен маршрут между Франция и Испания, дълъг приблизително 800 km. По него поклонници стигат до испанския град Сантяго де Компостела, където се съхраняват мощите на св. апостол Яков Зеведеев, който на испански се нарича Сантяго и е покровител на Испания. След това събитие той намира сили да напише първата си книга – „Дневникът на един маг“ („O Diário de um Mago“), където описва преживяното.
През 1988 г. Паулу Коелю издава „Алхимикът“, която има небивал за бразилски писател успех, и 14 години по-късно е обявена за най-продаваната книга, написана на португалски език, за всички времена.
През следващите години Паулу Коелю продава над 50 милиона копия от книгите си, преведени на 56 езика, в 150 страни. Получава множество литературни награди, включително престижната International IMPAC Dublin Literary Award за „Вероника решава да умре“.
Коелю е най-продаваният чуждестранен писател в България в началото на 21 век.
Писателят живее с жена си Кристина в Рио де Жанейро и в Тарб, Франция.